# Пластовський район
Пластовський муніципальний район — муніципальне утворення в Челябінській області Російської Федерації.
Адміністративний центр — місто Пласт.

## Географія
Площа території — 175,2 тис. га, сільськогосподарські угіддя — 172,6 тис. га.
Водні ресурси району представлені в основному річками, так само в районі є озера, але вони невеликі за розмірами і не чисельні. Найбільші річки — Санарка, Кабанка і Кам'янка. На них споруджені стави (озеро Санарське і озеро Світле на річці Санарка, тощо). До того ж річки слугують і служили для промивання розсипного золота, топазів, тощо.

## Історія
Пластовський муніципальний район утворений в 2004 році в результаті перетворення муніципального утворення «Місто Пласт», до якого було приєднано Степнінське сільське поселення з Троїцького району.

## Економіка
У Пластовському районі переважає гірничорудна промисловість. Більша її частина — це видобуток рудного і розсипного золота, а також пьєзосировини. У районі також видобувається мармур, граніт, вапняк.